# Resande Man

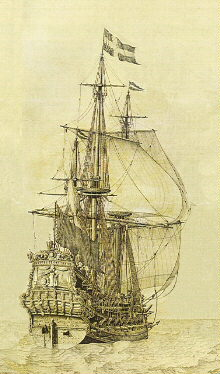
Rabenius tänkta utseende av Resande Man.

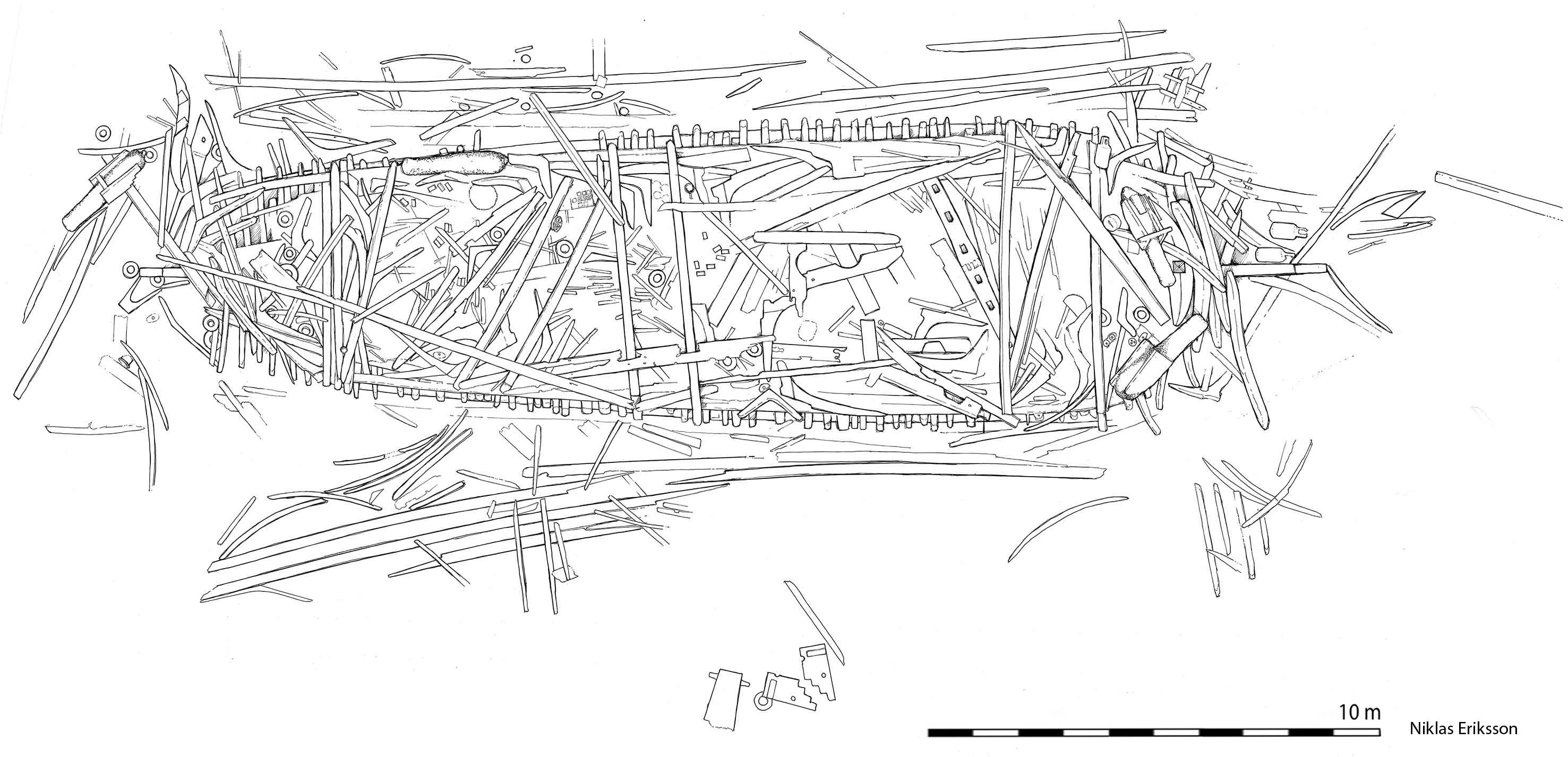
Plan över vrakplatsen, sammanställd vid fältarbete 2012.

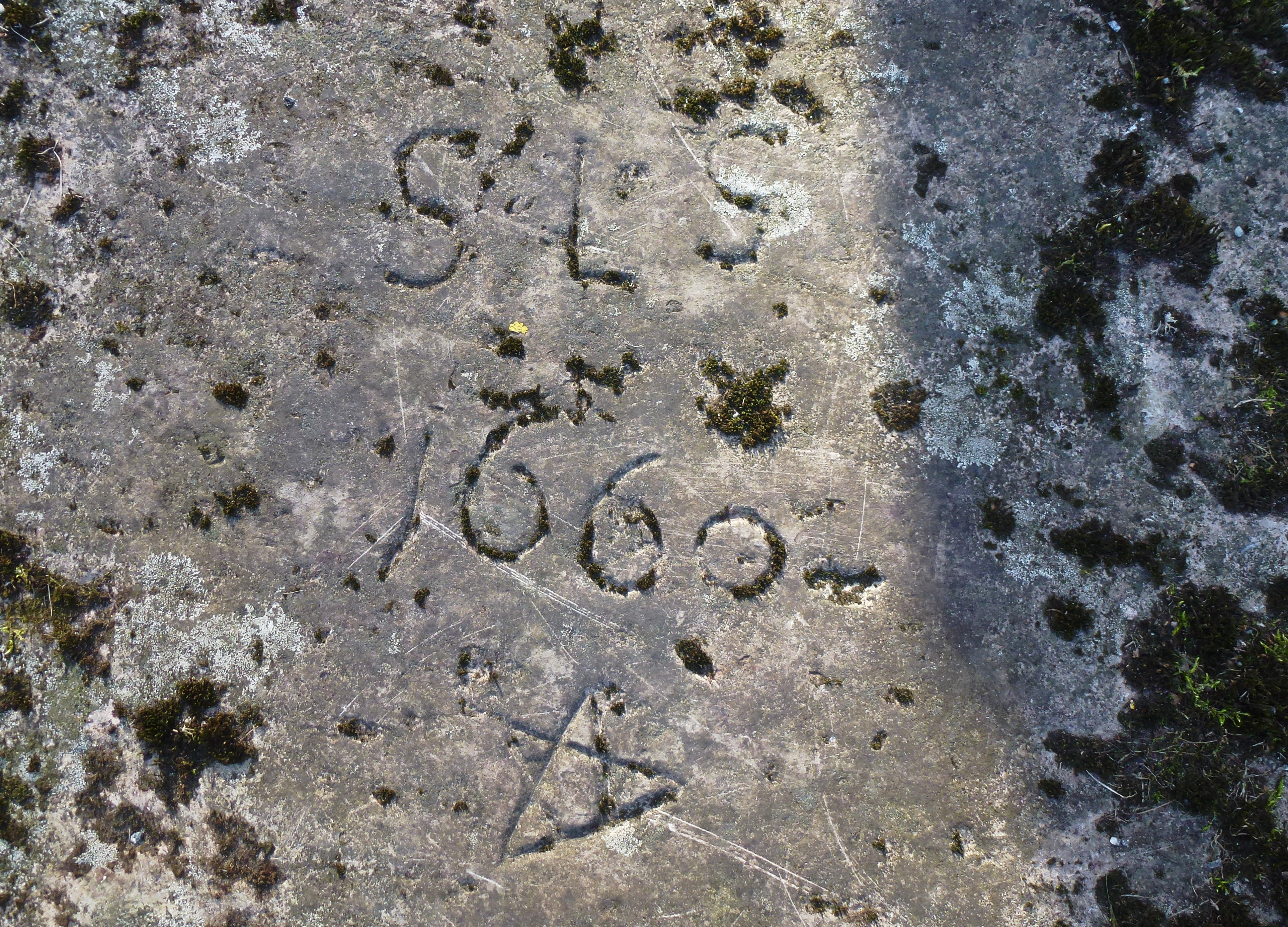
Herrhamra lotskyrkogårds äldsta bevarade gravsten bär årtalet 1660, här ligger möjligtvis omkomna från Resande Man.

Resande Man, även Resande mannen, var ett av Kronans örlogsskepp, som förliste i en svår storm den 27 november 1660 i närheten av Viksten mellan Älvsnabben och Landsort. Olyckan skedde när fartyget var på väg till Polen för att bilda en polsk-svensk pakt gentemot Ryssland. Vraket är mytomspunnet och den legendariske vrakforskaren Anders Franzén försökte först hitta det innanför Gunnarstenarna. Olycksplatsen har senare lokaliserats till Norrskär/Bodskär och vraket ligger på 15 meters djup.
Föremål från Resande Man går att se på museet Vrak i form av hologram. Här finns också ett bärgat mynt från skeppet. 

## Förlisningen
Sjöresan gjordes på uppdrag av Karl XI:s förmyndarregering av ambassadören Christoffer Carl von Schlippenbach, som alltså fanns med ombord och också omkom. Schlippenbach skulle leda de svenska förhandlingarna i Polen. Till hjälp medföljde ambassadens sekreterare Andreas Biugg, senare adlad Lilliestierna, som överlevde och efteråt skrev en rapport om olycksförloppet samt lät utföra en större oljemålning föreställande förlisningen. Ombord på skeppet fanns ytterligare ett antal prominenta passagerare och en mängd dyrbarheter i form av guld, silver och juveler. Där fanns också en förgylld kaross, en kista fylld med riksdaler och ett förgyllt schatull med dukater, riksdaler och kungliga brev. Dessutom passagerarnas egna reskassor. Kapten ombord var Hans Månsson, som hade sin fru med. När skeppet låg utanför Gunnarstenarna blåste det upp till storm, fartyget kom på drift i de hårda vindarna, stötte mot klippor och gick till botten. Sammanlagt omkom 37 personer medan 25 överlevde, sju lyckades klamra sig fast i stormasten som stack upp över ytan, två ramlade ner och drunknade under natten, fem räddades av fiskare påföljande morgon. 
Enligt samtidskrönikan Theatrum Europaeum uppges skeppet ha varit bestyckat med 22 kanoner. Efter haveriet bärgades Resande Mans kanoner, och kanske också de medförda krigsmutorna, av dykeripionjären Hans Albrecht von Treileben. Till hjälp hade han en dykarklocka. Viksten uppgavs som eventuell haveriplats i flera samtida dokument, men trots intensiva sökningar kunde man inte hitta något skeppsvrak. 
År 1922 fick firman Olschanski tillstånd av Stockholms länsstyrelse att under två år obehindrat söka efter Resande mannen vid Gunnarstenarna. År 1933 ordnade sjöofficeren Lenny Stackell, som även var en skicklig arkivforskare, en egen sökexpedition för att leta efter vraket. Tjugo år senare var han ute igen, men denna gång tillsammans med sjöofficeren Edvard Hamilton. Sedan Anders Franzén inledde efterforskningar på 1950-talet har man fått bedöma motstridiga uppgifter i de bevarade dokumenten, både vad det gällde plats och datum för förlisningen. En kritisk genomgång finns i rapporten: Var förliste Resande Man? År 2009 meddelade ingenjörer från KTH att man kanske hittat vraket vid skäret Kastbåden utanför Nynäshamn.

## Vraket
Vraket rapporterades upptäckt i maj 2012 av Michael Ågren och Carl During med gruppen Grebbestads Marinarkeologiska Sällskap, som fotograferat och gjorde uppmätningar. Att det verkligen rörde sig om det förlista skeppet Resande Man måste dock även bevisas med en dendrokronologisk undersökning av skeppsvirkets ålder, samt en granskning av upphittade föremål. Dykarna uppgav att de funnit ett förhållandevis intakt och välbevarat skeppsvrak. Efter Treilebens dykningar 1661 har de flesta kanonerna bärgats, men uteslutet var inte att både kanoner och riksdaler kunde finnas kvar på fyndplatsen. Man har senare påträffat fyra kanoner av järn och ett antal mynt varav de yngsta är daterade till 1649-1657.  
Gruppen som hittade vraket består av Michael Ågren, Carl During, Leif Einarsson, Peter Jademyr och Rolf Tönnesen. Tillsammans med Johan Rönnby från MARIS på Södertörns högskola, Sjöhistoriska museet och Försvarshögskolan, har de kunnat genomföra en mer fullständig dokumentation och fått en bekräftelse på att det verkligen rör sig om det förlista skeppet Resande Man. Den första marinarkeologiska besiktningen utfördes av MARIS i samarbete med upphittarna hösten 2012 och resultatet finns nu redovisat i en rapport. Vraket är lämningar efter en pinass, ett transport- och örlogsfartyg inom svenska flottan. Platsen är försedd med dyk- och ankringsförbud.

## Herrhamra lotskyrkogård
Lotskyrkogårdens äldsta bevarade gravsten bär årtalet 1660, därunder ett pentagram (en femuddig stjärna) och överst bokstäverna "SLS" som kan tydas S(epulti) L(oco) S(ancto), vilket på latin betyder "begravda på helig/vigd plats". Möjligen ligger omkomna från örlogsfartyget begravda här, de som hittades efter förlisningen i november 1660. Söder om begravningsplatsen ligger anrika Ankarudden som varit skeppshamn och ankringsplats redan på 1200-talet.

## Populärkultur
En faktafiktiv romanserie "Skärens hemlighet" om sökandet efter Resande Man har publicerats av Lasse Rabenius före upptäckten 2012, där de historiska dokumenten interfolieras med en deckarintrig .
Skeppet har bland annat besjungits av Stiko Per Larsson i låten som bär samma namn som skeppet på albumet Järnbärarland (2013).
En låt av Mikael Lindström, "Jag hette Johan" är en faktafiktiv visa om förlisningen av Resande man där Johan besjungs som en besättningsmans berättelse om händelsen.